# جزيرة أمهات
تعد جزيرة أمهات وتدعى أحيانًا جزيرة أمهات الشيخ أحد الجزر البكر لمشروع البحر الأحمر التي تقع على الساحل الغربي من منطقة تبوك في المملكة العربية السعودية. حيث تعمل على تشييد منتجعين فاخرين على جزيرة أمهات الشيخ، ويعتبر منتجع أمهات الشيخ إحدى هذين المنتجعين حيث تأمل في تحويل الجزيرة إلى وجهة فريدة من نوعها للإستجمام.
وقد تم الأخذ بالإعتبار محافظة المشروع على البيئة الطبيعة وتقليل أثر الأنشطة العمرانية من خلال الإعتماد على مواد بناء صديقة للبيئة ويمكن تصنيعها خارج الموقع للحد من التسبب بأي نوع من التلوث.

## التصميم
وقد تم تصميم المنتجع الذي يطلق عليه “أوتيل 12” تم تصميمه من قبل شركة العمارة البريطانية “فوستر أند بارتنرز” كجزء من مشروع البحر الأحمر، وقد هدفت الشركة من خلاله إلى تصميم الفندق بنهج خفيف وغير ضار بالبيئة، وفقاً لموقع “ديزاين” للعمارة والتصميم. تظهر التصورات سلسلة من الوحدات ذات الأسقف الخشبية والمطاعم ومناطق الجلوس المنتشرة في جميع أنحاء الجزيرة، وسيتضمن الفندق أيضًا سلسلة من الأجنحة المدعومة على ركائز متينة فوق البحر الأحمر، والتي يمكن الوصول إليها عن طريق ممر دائري.

## المنتجعات
يقع منتجعان من أفخم منتجعات البحر الأحمر ضمن جزر أمهات، وقد افتتحا أبوابهما مؤخرًا، الأول منتجع سانت ريجيس البحر الأحمر، الذي بدأ باستقبال ضيوفه في يناير 2024، ونجوما، محمية ريتز كارلتون، التي افتُتحت في مايو 2024. تحيط بالجزر مياه فيروزية ورمال بيضاء ناعمة وشعاب مرجانية نابضة بالحياة، ما يتيح لزوارها فرصة الانغماس في مزيج فريد من الضيافة الراقية وسحر الطبيعة البكر لساحل البحر الأحمر. يضم منتجع سانت ريجيس البحر الأحمر 90 فيلا بتصميم أنيق، تقع على الماء وعلى طول شاطئ البحر، بينما يضم نجوما 82 فيلا واسعة، تتراوح مساحاتها بين غرفة نوم واحدة وأربع غرف نوم، مما يوفر ملاذًا حصريًا وراقيًا.
- منتجع سانت ريجيس البحر الأحمر: تصميم: كينغو كوما.
- نجوما، محمية ريتز كارلتون: تصميم: فوستر وشركاه.
- افتتح فندق ريتز كارلتون في مايو 2024.[5]